# Petro Kryk

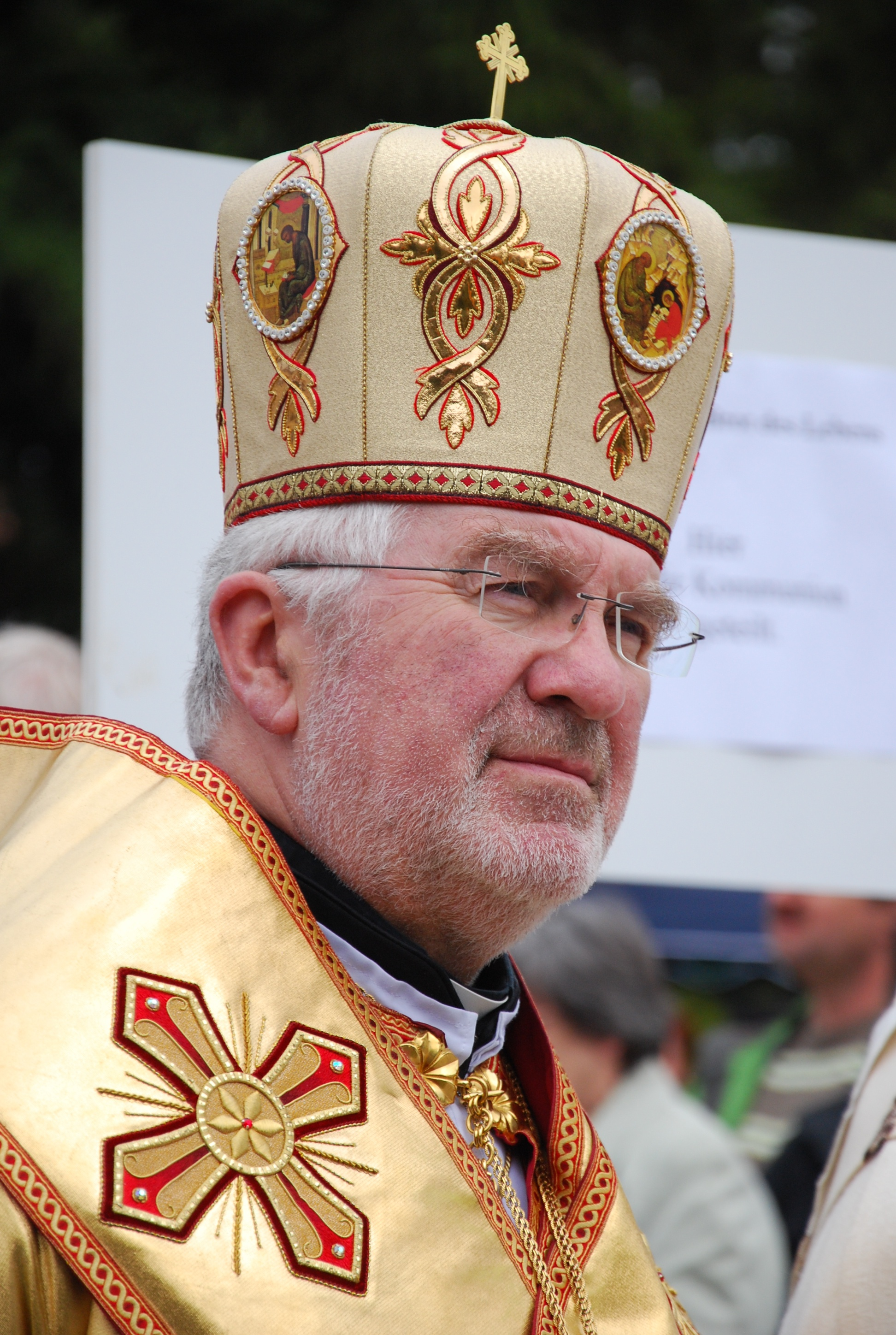
Petro Kryk 2009

Wappen von Petro Kryk

Petro Kryk (* 25. April 1945 in Kobylnica Wołoska, Polen) ist emeritierter Apostolischer Exarch des Apostolischen Exarchats für Deutschland und Skandinavien der Ukrainischen griechisch-katholischen Kirche.

## Leben
Petro Kryk trat 1964 in das Priesterseminar von Olsztyn ein und studierte dort und später in dem Priesterseminar von Warschau katholische Theologie. Nach seiner Weihe zum Diakon am 27. Juni 1971 in Warschau erfolgte am 6. August 1971 die Priesterweihe.
Petro Kryk war in der Seelsorge für griechisch-katholische Gemeinden in Polen tätig. 1979 wurde er Pfarrer in Breslau, 1985 Dekan von Breslau-Liegnitz und 1996 Generalvikar der Eparchie Breslau-Danzig, eines Bistums der Ukrainisch-Katholischen Kirche mit byzantinischem Ritus in Polen.
Nach dem Tod des Apostolischen Exarchen Platon Kornyljak im Jahr 2000 wurde Petro Kryk im Dezember desselben Jahres von Papst Johannes Paul II. zu dessen Nachfolger und zum Titularbischof von Castra Martis ernannt. Die Bischofsweihe empfing er am 3. Februar 2001 in der Kathedrale Maria Schutz und St. Andreas der Exarchie in München durch Jan Martyniak, ukrainisch griechisch-katholischer Erzbischof der Erzeparchie Przemyśl-Warschau. Mitkonsekratoren waren Julian Gbur SVD, ukrainisch griechisch-katholischer Bischof von Stryj und Michel Hrynchyshyn CSsR, Titularbischof von Zygris und Apostolischer Exarch von Frankreich. Sein Wahlspruch lautet: „Ich habe vor dir eine Tür geöffnet.“
In der katholischen Deutschen Bischofskonferenz war er Mitglied der Kommission Weltkirche, der Migrationskommission und der Unterkommission für Mittel- und Osteuropa (insbes. RENOVABIS).
Papst Franziskus nahm am 18. Februar 2021 seinen Rücktritt an.